# Mistrzostwa Świata w Łucznictwie 1959
20. Mistrzostwa Świata w Łucznictwie odbyły się 6–9 sierpnia 1959 w Sztokholmie w Szwecji. Organizatorem była Międzynarodowa Federacja Łucznicza. 

## Medaliści

### Strzelanie z łuku klasycznego
| Konkurencja            | Złoto                                                            | Srebro                                                        | Brąz                                                                |
| Indywidualnie kobiet   | Ann Corby                                                        | Sigrid Johansson                                              | Lucille Shine                                                       |
| Indywidualnie mężczyzn | James Caspers                                                    | Robert Kadlec                                                 | James Neeley                                                        |
| Drużynowo kobiet       | Stany Zjednoczone · Ann Corby · Lucille Shine · Carole Meinhart  | Wielka Brytania · Laurie Fowler · J. Heywood · W. J. E. Miles | Czechosłowacja · Eliška Šafránková · Irena Brizová · Božena Deptová |
| Drużynowo mężczyzn     | Stany Zjednoczone · James Caspers · Robert Kadlec · James Neeley | Belgia · Robert Cogniaux · Oscar Kessels · René Boussu        | Szwecja · Sten Erik Carlsson · Stig Thysell · Eris Karlsson         |

## Klasyfikacja medalowa
| Lp. | Państwo           | Złoto | Srebro | Brąz | Razem |
| 1.  | Stany Zjednoczone | 4     | 1      | 2    | 7     |
| 2.  | Szwecja           | 0     | 1      | 1    | 2     |
| 3.  | Belgia            | 0     | 1      | 0    | 1     |
| 3.  | Wielka Brytania   | 0     | 1      | 0    | 1     |
| 5.  | Czechosłowacja    | 0     | 0      | 1    | 1     |